# Canariellidae
Famille
Les Canariellidae sont une famille de mollusques gastéropodes de la super-famille des Helicoidea (ordre des Stylommatophora). Elle regroupe des escargots à coquille de forme hélicoïdale.

## Liste des genres
Selon World Register of Marine Species (27 juin 2021) :
- genre Canariella P. Hesse, 1918
- genre Debeauxhelix Bacci, 1943
- genre Montserratina Ortiz de Zárate López, 1946
- genre Schileykiella Manganelli, Sparacio & Giusti, 1989
- genre Tyrrheniellina Giusti & Manganelli, 1992